# Thomas Lemagner
Thomas Lemagner (ur. 6 lutego 2006) – francuski wspinacz sportowy specjalizujący się w boulderingu, mistrz igrzysk europejskich i mistrz Europy juniorów.

## Wyniki
| Impreza                     | Rok  | Gospodarz | bouldering |
| --------------------------- | ---- | --------- | ---------- |
| Igrzyska europejskie        | 2023 | Tarnów    | 01 !       |
| Mistrzostwa świata juniorów | 2023 | Seul      | 03 !       |
| Mistrzostwa Europy juniorów | 2022 | Graz      | 12         |
| Mistrzostwa Europy juniorów | 2023 | Duisburg  | 01 !       |